# Lokomotiva Tomáš (3. řada)
3. řada seriálu Lokomotiva Tomáš je třetí sérií tohoto seriálu. Režíroval ji David Mitton. Poprvé byla vysílána od 25. února do 14. července 1992 na televizní stanici ITV, v České republice na JimJamu v roce 2008.

## Seznam dílů
| Č. v seriálu | Č. v řadě | Původní název                            | Český název                          | Režie        | Scénář                       | Premiéra ve VB    |
| ------------ | --------- | ---------------------------------------- | ------------------------------------ | ------------ | ---------------------------- | ----------------- |
| 53           | 1         | A Scarf for Percy                        | Šála pro Percyho                     | David Mitton | Wilbert Awrdy                | 25. února 1992    |
| 54           | 2         | Percy's Promise                          | Percyho slib                         | David Mitton | Wilbert Awrdy                | 3. března 1992    |
| 55           | 3         | Time for Trouble                         | Čas na potíže                        | David Mitton | Wilbert Awrdy                | 17. března 1992   |
| 56           | 4         | Gordon & the Famous Visitor"             | Gordon a slavný host                 | David Mitton | Wilbert Awrdy                | 24. března 1992   |
| 57           | 5         | Donald’s Duck                            | Donaldova kachnička                  | David Mitton | Wilbert Awrdy                | 31. března 1992   |
| 58           | 6         | Thomas Gets Bumped                       | Vykolejený Tomáš                     | David Mitton | Andrew Brenner               | 7. dubna 1992     |
| 59           | 7         | Thomas, Percy & the Dragon               | Tomáš, Percy a drak                  | David Mitton | Andrew Brenner               | 7. dubna 1992     |
| 60           | 8         | Diesel Does It Again                     | Diesel znova zlobí                   | David Mitton | Andrew Brenner               | 14. dubna 1992    |
| 61           | 9         | Henry’s Forest                           | Henryho les                          | David Mitton | Andrew Brenner               | 14. dubna 1992    |
| 62           | 10        | The Trouble with Mud                     | Potíže s blátem                      | David Mitton | Wilbert Awrdy                | 21. dubna 1992    |
| 63           | 11        | No Joke for James                        | Jamesův špatný vtip                  | David Mitton | Andrew Brenner               | 21. dubna 1992    |
| 64           | 12        | Thomas, Percy & the Post Train           | Tomáš, Percy a poštovní tlak         | David Mitton | Andrew Brenner               | 28. dubna 1992    |
| 65           | 13        | Trust Thomas                             | Věřte Tomášovi                       | David Mitton | Andrew Brenner               | 28. dubna 1992    |
| 66           | 14        | Mavis                                    | Mavis                                | David Mitton | Wilbert Awrdy                | 5. května 1992    |
| 67           | 15        | Toby’s Tightrope                         | Toby provazochodec                   | David Mitton | Wilbert Awrdy                | 5. května 1992    |
| 68           | 16        | Edward, Trevor & the Really Useful Party | Edward, Trevor a užitečná slavnost   | David Mitton | Andrew Brenner               | 12. května 1992   |
| 69           | 17        | Buzz Buzz                                | Velké bzučení                        | David Mitton | Wilbert Awrdy                | 12. května 1992   |
| 70           | 18        | All at Sea                               | Vzhůru na moře                       | David Mitton | David Mitton a Britt Alcroft | 19. května 1992   |
| 71           | 19        | One Good Turn                            | Záludná otočka                       | David Mitton | Andrew Brenner               | 26. května 1992   |
| 72           | 20        | Tender Engines                           | Tendry                               | David Mitton | Wilbert Awrdy                | 2. června 1992    |
| 73           | 21        | Escape!                                  | Útěk                                 | David Mitton | Wilbert Awrdy                | 9. června 1992    |
| 74           | 22        | Oliver Owns Up                           | Lekce pro Olivera                    | David Mitton | Wilbert Awrdy                | 16. června 1992   |
| 75           | 23        | Bulgy                                    | Náfuka                               | David Mitton | Wilbert Awrdy                | 23. června 1992   |
| 76           | 24        | Heroes                                   | Hrdinové                             | David Mitton | Andrew Brenner               | 30. června 1992   |
| 77           | 25        | Percy, James & the Fruitful Day          | Percy, James a ovocný den            | David Mitton | Andrew Brenner               | 7. července 1992  |
| 78           | 26        | Thomas & Percy's Christmas Adventure     | Tomáš, Percy a vánoční dobrodružství | David Mitton | Andrew Brenner               | 14. července 1992 |

## Postavy

### Dříve představené postavy
- Tomáš
- Edward
- Jindřich
- Gordon
- James
- Percy
- Toby
- Annie a Clarabel
- Henrietta
- Otravné vagóny
- Terence
- Bertie
- Tlustý přednosta
- paní Kyndleyová
- Duck (Kačer)
- Donald a Douglas
- Bill a Ben
- Diesel
- Daisy
- BoCo
- Trevor
- Harold

### Představené postavy
- Oliver
- Mavis
- Čínský drak
- Bulgy
- Farmář Trotter
- Létající Skot
- Toad (Žabák)
- Město Truro